# Mariano Sabatini (calciatore)
Mariano Sabatini (fl. XX secolo) è stato un calciatore italiano, di ruolo attaccante.

## Carriera
Debutta in Serie B con lo Spezia nella stagione 1932-1933; conta in totale 72 presenze e 20 reti in tre campionati cadetti.